# أنتوني نيومان
أنتوني نيومان (بالإنجليزية: Anthony Newman)‏ هو عازف بيانو وملحن أمريكي، ولد في 12 مايو 1941 في لوس أنجلوس في الولايات المتحدة.

## وصلات خارجية
- أنتوني نيومان على موقع ميوزك برينز (الإنجليزية)
- أنتوني نيومان على موقع أول ميوزيك (الإنجليزية)
- أنتوني نيومان على موقع ديسكوغز (الإنجليزية)